# Valdetorres (kommun)
Valdetorres är en kommun i Spanien.   Den ligger i provinsen Provincia de Badajoz och regionen Extremadura, i den centrala delen av landet, 260 km sydväst om huvudstaden Madrid. Antalet invånare är 1 281.